# Scala di Kardašëv
La scala di Kardašëv è un metodo di classificazione delle civiltà in funzione del loro livello tecnologico, proposta nel 1964 dall'astronomo russo Nikolaj Kardašëv.
Si compone di tre tipi, basati sulla quantità di energia di cui le civiltà dispongono, secondo una progressione esponenziale. L'esistenza delle civiltà descritte è del tutto ipotetica, ma questa scala è stata utilizzata come base di partenza nella ricerca del progetto SETI ed è inoltre richiamata in varie opere di fantascienza.

## Tipi
- Tipo I: civiltà in grado di utilizzare tutta l'energia disponibile sul suo pianeta d'origine (4×1016 W).
- Tipo II: civiltà in grado di raccogliere tutta l'energia della stella del proprio sistema planetario (4×1026 W), mediante strutture gigantesche come la sfera di Dyson.
- Tipo III: civiltà in grado di utilizzare tutta l'energia della propria galassia (4×1036 W), ottenendo il totale controllo su di essa, diventando la specie dominante ed espandendosi e propugnandosi come razza galattica.

La civiltà umana sarebbe pertanto una civiltà ancora di tipo 0, in particolare di tipo 0,7 in quanto utilizzerebbe solo una frazione dell'energia totale disponibile sulla Terra.

Carl Sagan ha definito un metodo per calcolare, a partire dai tipi iniziali, anche i decimali, per mezzo della seguente formula:
{\displaystyle K={\frac {\log _{10}{W}-6}{10}}}
nella quale {\displaystyle K} rappresenta il livello di civiltà della scala e {\displaystyle W} i watt utilizzati. Secondo questo metodo la civiltà umana sarebbe a un livello di 0,724 (assumendo il valore W pari a 153000 TWh di consumo energetico mondiale per l'anno 2019, equivalente a 1,75×1013 W).
Secondo Kardašëv la Terra nel 1964 avrebbe potuto percepire la presenza di una civiltà di tipo III sotto forma di emanazioni di onde radio o di fasci laser. Nel 1965 ritenne di avere intercettato uno di questi segnali nella radiogalassia CTA 102 e la notizia venne pubblicata con grande risalto dall'agenzia Tass, ma in seguito apprese che pochi giorni prima un astronomo olandese, Maarten Schmidt aveva identificato il segnale come l'emissione di un quasar.
In seguito Iosif Šklovskij, principale collaboratore di Kardašëv, giunse alla conclusione che una civiltà di tipo III non potrebbe che autoestinguersi, secondo il concetto della singolarità tecnologica.
Jack Cohen e Ian Stewart hanno sostenuto che se non possiamo comprendere civiltà più avanzate, non possiamo neppure ipotizzare in che modo esse si evolvano. Inoltre il progresso tecnologico umano è dipeso da una successione di scoperte, talvolta fortuite, come la scoperta della penicillina, e dalla presenza di determinate condizioni, come la presenza dei combustibili fossili, che potrebbero non essere universalmente diffuse.
Le alte energie appaiono necessarie per riuscire ad accorciare le enormi distanze spaziotemporali tra le stelle (cunicoli spaziotemporali) e quindi a un rapido passaggio all'acquisizione della disponibilità di energie di livelli superiori. Un altro tipo di suddivisione fatto dalla scala Kardašëv (il quale è più semplice di quello elencato più sotto) consiste nel dividere le civiltà in 5 livelli il primo, il secondo, il terzo, il quarto e il quinto sono come quelli qui indicati ma dato che dopo il livello 5 si tratta di civiltà molto avanzate su cui è difficile fare speculazioni le civiltà di grado 6, 7, 8, 9 e 10 si riassumono nel grado Ω (civiltà in grado di manipolare uno o più universi e sono considerate come divinità); inoltre prima di introdurre le seguenti classi bisognerebbe aggiungere che si tratta di speculazioni e che probabilmente non esistono civiltà che abbiano un livello superiore al 2,5 perché se fossero esistite civiltà di una classe superiore a questo livello ce ne saremmo accorti dalle loro attività nello spazio. Anche se ci fossero state in precedenza civiltà di un livello superiore al 2,5 e poi esse fossero scomparse per motivi incogniti avremmo comunque dovuto trovare delle tracce minime relative alla presenza di queste civiltà.

## Estrapolazioni ipotetiche
Seguendo la progressione esponenziale, sono stati estrapolati ulteriori tipi di civiltà ancora più avanzate:
- Tipo IV: civiltà in grado di controllare tutta l'energia di un superammasso di galassie (circa 1046 watt).
- Tipo V: civiltà in grado di disporre dell'energia dell'intero universo visibile (circa 1056 watt). Una civiltà di questo livello è probabilmente ipotizzabile nell'ambito della teoria del punto Omega di Frank Tipler.
- Tipo VI: livello energetico di più universi (1066 watt), con la possibilità di alterare le leggi della fisica su ciascuno degli universi multipli.
- Tipo VII: esseri con capacità di creare universi a volontà e di utilizzarli tutti come fonti energetiche (un esempio è dato nel racconto di fantascienza L'ultima domanda di Isaac Asimov).
- Tipo VIII: esseri superiori capaci di creare universi a proprio piacimento, ma che attingono energia da fonti non-cosmiche.
- Tipo IX: esseri estremamente superiori capaci di creare oggetti non-cosmici che utilizzano come fonte primaria di energia.
- Tipo X: esseri che hanno raggiunto una capacità tecnologica tale da avere abbandonato il mondo cosmico come lo conosciamo per continuare a vivere ed evolversi in "universi" non-cosmici creati da loro stessi, e al di fuori delle nostre leggi fisiche. Sono virtualmente immortali e con realtà e leggi fisiche totalmente decise da loro. È difficile immaginarli esteticamente, caratterialmente e così via. Ipoteticamente parlando questi esseri possono essere realmente considerati degli Dei nel senso stretto della parola.

Le entità di tipo VI fino a tipo X possono (dal nostro punto di vista) essere considerate "divinità". In particolar modo le entità di tipo X.
Estrapolando in base al tasso di crescita attuale del consumo energetico planetario, secondo Michio Kaku, fisico teorico statunitense, l'umanità potrebbe raggiungere una civiltà di tipo I intorno al 2200, di tipo II intorno al 5200 e di tipo III intorno al 7800; probabilmente tutti gli altri stadi possono essere raggiunti solo dopo milioni di anni e con la collaborazione di altre civiltà aliene, oppure non possono essere raggiunti a causa della singolarità tecnologica o di semplici eventi naturali.
La teoria di Kardašëv può essere collegata ad altre teorie sociali, come quella proposta da Leslie White nel suo libro The Evolution of Culture. The Development of Civilization to the Fall of Rome, del 1959, che si propone di spiegare tutta la storia dell'umanità sulla base dello sviluppo della tecnologia. White riteneva infatti che i progressi tecnologici determinerebbero l'organizzazione sociale, seguendo le idee dell'etnologo e antropologo statunitense dell'Ottocento Lewis Henry Morgan, e proponeva come misura del livello di avanzamento di una società quella del suo consumo energetico, proponendo cinque stadi: quello dell'energia muscolare personale, dell'utilizzo di animali domestici, con il passaggio all'agricoltura della biomassa, delle energie fossili e infine dell'energia nucleare. La teoria di White si traduce nella formula P = E x T, dove P sta per progresso, E per energia consumata e T un coefficiente determinato in base all'efficacia delle tecniche che utilizzano questa energia.

## KIC 8462852
Nell'ottobre del 2015 sono stati presentati dati di osservazioni di variazione di luminosità della stella KIC 8462852 nella costellazione del Cigno: tali variazioni, risultanti da osservazioni effettuate con il telescopio spaziale Kepler, corrispondono come andamento a quanto potrebbe essere osservabile nel caso di un sistema solare sfruttato da una civiltà di Tipo II.

## Esempi delle civiltà secondo la scala di Kardašëv in opere di fantascienza
- Tipo I
  - Arthur C. Clarke, 3001: Odissea finale
  - Arthur C. Clarke, Le fontane del Paradiso
  - Kim Stanley Robinson, Trilogia di Marte
  - Jerry Pournelle, serie CoDominium.
- Tipo II
  - Larry Niven, I burattinai
  - la Federazione dei Pianeti Uniti in Star Trek
  - gli Antichi prima della loro ascensione in Stargate
  - Frank Herbert, Ciclo di Dune
  - la Confederazione di Omega, probabilmente, nel cartone animato francese C'era una volta lo spazio
  - La civiltà delle gemme nella serie animata Steven Universe
- Tipo III
  - Iain Banks, Ciclo della Cultura
  - Isaac Asimov, Ciclo della fondazione
  - David Brin, Ciclo delle cinque galassie
  - George Lucas, Guerre stellari
- Tipi IV e V
  - Stephen Baxter, Sequenza Xelee
  - Isaac Asimov, Neanche gli dei
  - L'ultima domanda di Isaac Asimov
  - Il continuum Q in Star Trek
  - Gli Antichi di Stargate dopo la loro ascensione (Stargate).
- Tipo X
  - Gli Anti-Spiral dell'anime Gurren Lagann

### Riferimenti
- (EN)  Kardashev, N. S. Transmission of Information by Extraterrestrial Civilizations, Soviet Astronomy, 8, 217 (1964)
- (EN) astrobio.net,  http://www.astrobio.net/news/modules.php?op=modload&name=News&file=article&sid=939&mode=thread&order=0&thold=0.
- (EN)  Energy Consumption of Europe
- (EN)  Wind Powering America
- (EN)  Clean Energy for Planetary Survival: International Development Research Centre
- (EN)  LBL Scientists Research Global Warming Archiviato il 5 maggio 2020 in Internet Archive.
- (EN)  E³ Handbook
- (EN)  Clarke H2 energy systems
- (EN) amacad.org,  https://web.archive.org/web/20060714063924/http://www.amacad.org/publications/bulletin/fall2003/holdren.pdf. URL consultato il 26 gennaio 2009 (archiviato dall'url originale il 14 luglio 2006).
- (EN)  Types Of Civilizations A Look Into A Human Perspective
- (EN) www-personal.umich.edu,  https://web.archive.org/web/20041024110408/http://www-personal.umich.edu/~rcnh/gs102/EnergyEquiv.html (archiviato dall'url originale il 24 ottobre 2004).
- (EN)  Key World Energy Statistics
- (EN)  Shkadov Thruster
- (EN)  Technological Spiral (visione alternativa dello sviluppo delle civiltà)
- (EN) urss.ru,  http://urss.ru/cgi-bin/db.pl?cp=&lang=en&blang=en&list=14&page=Book&id=34250.